# 酒井香奈子のかなえて!シャイニング☆ドリーム
酒井香奈子のかなえて!シャイニング☆ドリーム（さかいかなこのかなえてシャイニングドリーム）とは、2005年10月より放送されたラジオ番組。パーソナリティは声優の酒井香奈子。

## 概要

### 放送詳細
- TBSラジオ
  - （2005年10月 - 2006年3月）: 毎週土曜日 25:00 - 25:30
- ラジオ大阪
  - （2006年4月 - 2007年3月）:毎週土曜日 21:30 - 21:45
  - （2007年4月 - 9月）:　毎週日曜日 21:15 - 21:30
  - （2007年10月 - 2008年9月23日）:　毎週月曜日 24:15 - 24:30
- アニスタ.TV
  - （2005年10月 - 2009年3月）毎週木曜日更新
- アニメイトTV
  - （2005年10月 - 2009年5月7日）毎週木曜日更新
- HiBiKi Radio Station
  - （2009年4月 - 2009年5月7日）毎週木曜日更新

### パーソナリティ
- 酒井香奈子 （声優）

### 番組コーナー
シャイニング☆お便り
いわゆる普通のお便りのコーナー。
目指せ!!大人のポエム 妄想劇場
リスナーが投稿した出演キャラとストーリーを基に酒井がポエムを作る。
かなの頭をよくしてあげる
リスナーが酒井に問題を出し、酒井が正解すれば「シャイキュー」が1上がる。目標は20シャイキュー。
以下のコーナーは現在休止中（あまり放送されない）。
ドリーミング☆かなえちゃう
リスナーの夢や願望を酒井がかなえるコーナー。
ファイティング☆一言
10文字以内でどうしても言ってほしい一言を紹介。何枚か紹介した中で、その週のキングを決める。
チャレンジング☆できるかなぁ?
ありえないシチュエーションに対して酒井が気の利いた一言で切り返すコーナー。3段階評定つき。

## ゲスト
- 國府田マリ子
- 井ノ上奈々（3回。酒井の所属する事務所内の先輩で、公私ともに仲良し。お互いナナカナというユニットを組んで現在活動中）
- 庄子裕衣（公開録音）
- ポアロ（6回）
- 森永理科(#96,97 2007/8/9,16)
- 宮崎羽衣(#105,106 2007/10/11,18)
- 山村響(#168,2008/12/25)

（日付はアニメイトTVでの配信日）

## エピソード
- 2009年4月9日放送では、外での収録で花見が行われた。